# Alifu Massaquoi
Alifu Massaquoi (ur. 6 kwietnia 1937) – liberyjski lekkoatleta specjalizujący się w biegach długodystansowych. W karierze dwukrotnie rywalizował na igrzyskach olimpijskich, reprezentując Liberię w roku 1960 oraz Sierra Leone w roku 1968. 13 października 1968 jako pierwszy w historii reprezentował Sierra Leone na igrzyskach olimpijskich, uczestnicząc w biegu na 10 000 m.

## Życiorys
Na Letnich Igrzyskach Olimpijskich 1960 w Rzymie wystartował w barwach Liberii w konkurencji biegu maratońskiego. Massaquoi ukończył maraton z wynikiem 3-43:18.0, zajmując 62. miejsce w klasyfikacji końcowej.
W roku 1968 na Letnich Igrzyskach Olimpijskich 1968 w Meksyku rywalizował w barwach Sierra Leone, reprezentując kraj w biegu na 10 000 m. oraz w maratonie. Massaquoi zajął 45. miejsce w maratonie, kończąc bieg z rezultatem 2-52:28.0. Aż osiemnastu zawodników nie ukończyło biegu, a różnica pomiędzy Liberyjczykiem, a ostatnim zawodnikiem, który ukończył bieg – Johnem Akhwarim wynosiła ponad trzydzieści minut. Biegu na 10 000 m nie ukończył, a wraz z nim m.in. Polak Edward Stawiarz.